# Recopa Sul-Americana de 2004
A Recopa Sul-Americana de 2004 foi a 11.ª edição do torneio, decidida em campo neutro, entre o time argentino Boca Juniors (vencedor da Copa Libertadores da América de 2003) e o time peruano Cienciano (vencedor da Copa Sul-Americana 2003). O Cienciano sagrou-se campeão.

## Participantes
| Clube        | Cidade       | Classificação                                   | Participação |
| ------------ | ------------ | ----------------------------------------------- | ------------ |
| Boca Juniors | Buenos Aires | Campeão da Copa Libertadores da América de 2003 | 2ª           |
| Cienciano    | Cuzco        | Campeão da Copa Sul-Americana de 2003           | 1ª           |

## Final
| 7 de setembro de 2004 | Boca Juniors | 1 – 1     | Cienciano | Lockhart, Fort Lauderdale (Estados Unidos)                                        |
| 20:30 UTC-5           | Tévez 33'    | Relatório | Saráz 89' | Público: 7,000 Árbitro: Terry Vaughn Auxiliares: Craig Lowry e Kermit Quisenberry |

|                              |     | Penalidades                      |  |
| Schiavi Tévez Palermo Vargas | 2-4 | Ibarra Lobatón Portilla Acasiete |  |

| Boca Juniors | Ciencieno |

| BOCA JUNIORS:         |    |                  |  |     |
|                       |    |                  |  |     |
| G                     | 1  | Abbondanzieri    |  |     |
| LD                    | 4  | Calvo            |  |     |
| Z                     | 2  | Schiavi          |  |     |
| Z                     | 13 | Traverso         |  |     |
| LE                    | 3  | Morel            |  |     |
| V                     | 8  | Cagna (C)        |  |     |
| V                     | 5  | Cascini          |  |     |
| M                     | 11 | Ledesma          |  | 80' |
| M                     | 14 | Guglielminpietro |  | 67' |
| A                     | 9  | Palermo          |  |     |
| A                     | 10 | Tévez            |  |     |
| Substituição:         |    |                  |  |     |
| V                     | 20 | Vargas           |  | 67' |
| Z                     | 6  | Matellán         |  | 80' |
| Treinador:            |    |                  |  |     |
| Miguel Ángel Brindisi |    |                  |  |     |

| CIENCIANO:     |    |            |     |      |
|                |    |            |     |      |
| G              | 1  | Ibañez (C) | 33' |      |
| LD             | 15 | Morán      | 14' | 60b' |
| Z              | 2  | Acasiete   |     |      |
| Z              | 4  | Arboleda   | 4'  |      |
| LE             | 13 | Portilla   |     |      |
| V              | 8  | Bazalar    |     |      |
| V              | 14 | La Rosa    |     |      |
| M              | 25 | De la Haza |     |      |
| M              | 10 | Gamarra    | 89' |      |
| A              | 7  | Mostto     | 33' | 60a' |
| A              | 9  | Carty      |     | 73'  |
| Substituição:  |    |            |     |      |
| A              | 19 | Saráz      |     | 60a' |
| M              | 20 | Lobatón    |     | 60b' |
| A              | 11 | Ibarra     |     | 73'  |
| Treinador:     |    |            |     |      |
| Freddy Ternero |    |            |     |      |

| Recopa Sul-Americana 2004     |
| ----------------------------- |
| Cienciano Campeão (1º título) |